# Брижинский, Дмитрий Владимирович
Брижинский Дмитрий Владимирович (3 июня 1980, Щорс, Черниговской области, УССР, СССР) — полковник Вооруженных сил Украины, командир 93-й отдельной механизированной бригады Холодный Яр (с 2019). Почётный гражданин Чернигова.

## Образование и служба

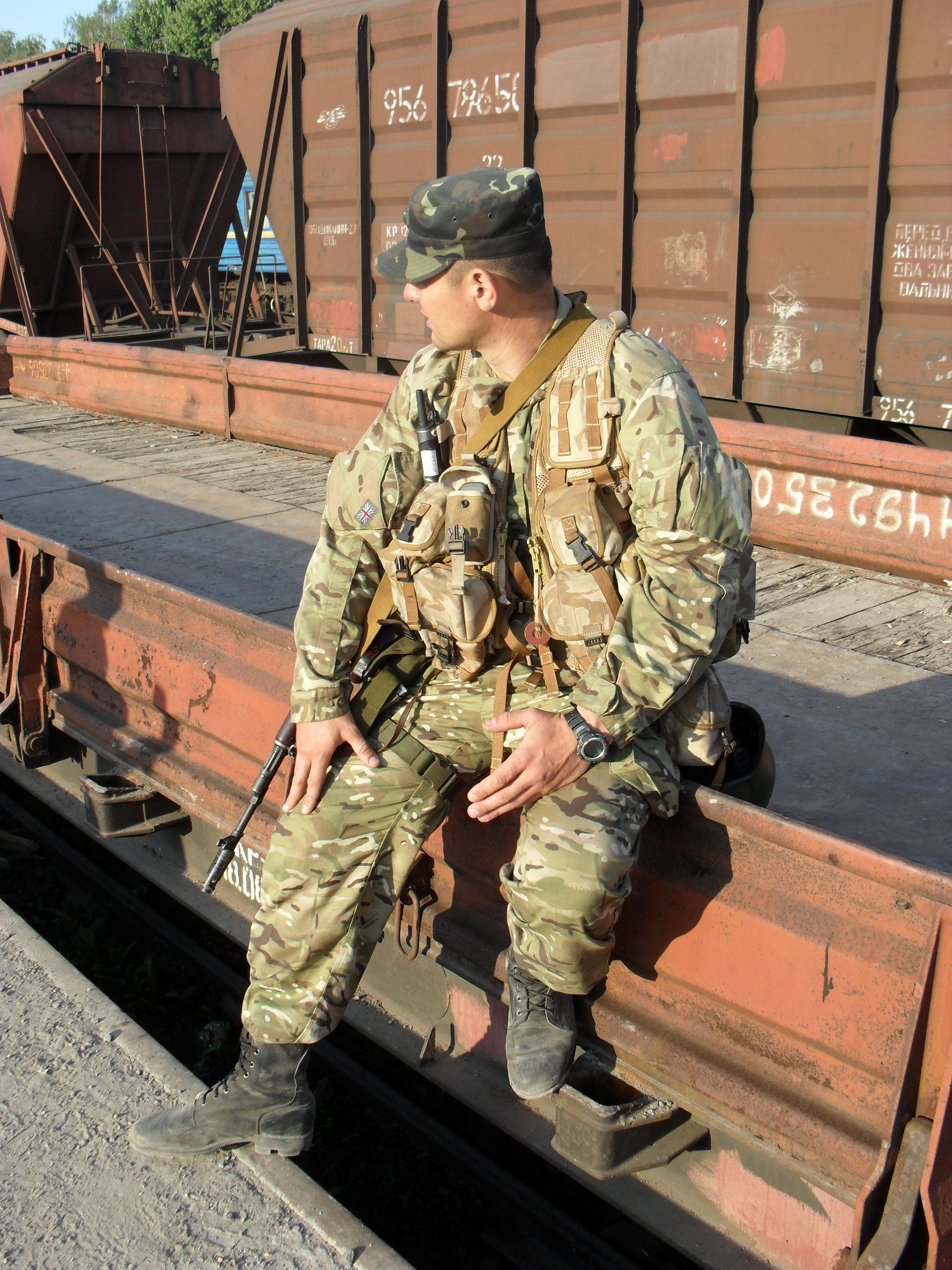
На станции разгрузки техники весной 2014 года в Купянске

Родился в городе Щорс (ныне Сновск) Черниговской области 3 июня 1980 года.
В 1997 году поступил в Харьковский институт танковых войск (ныне Военный институт танковых войск НТУ «ХПИ»), который окончил в 2001 году с отличием.
Проходил службу в должностях командира взвода, командира роты, командира батальона, начальника штаба батальона, старшего офицера управления оперативной подготовки оперативного управления Оперативного командования «Север» в Чернигове, начальника штаба 58-й отдельной мотопехотной бригады.
В 2008 году окончил Черниговский государственный институт экономики и управления по специальности «финансы».
В 2010 году окончил Национальный университет «Черниговский коллегиум» имени Т. Г. Шевченко по специальности «правоведение».
В 2018 году окончил Национальный университет обороны Украины имени Ивана Черняховского.

## Война на Донбассе

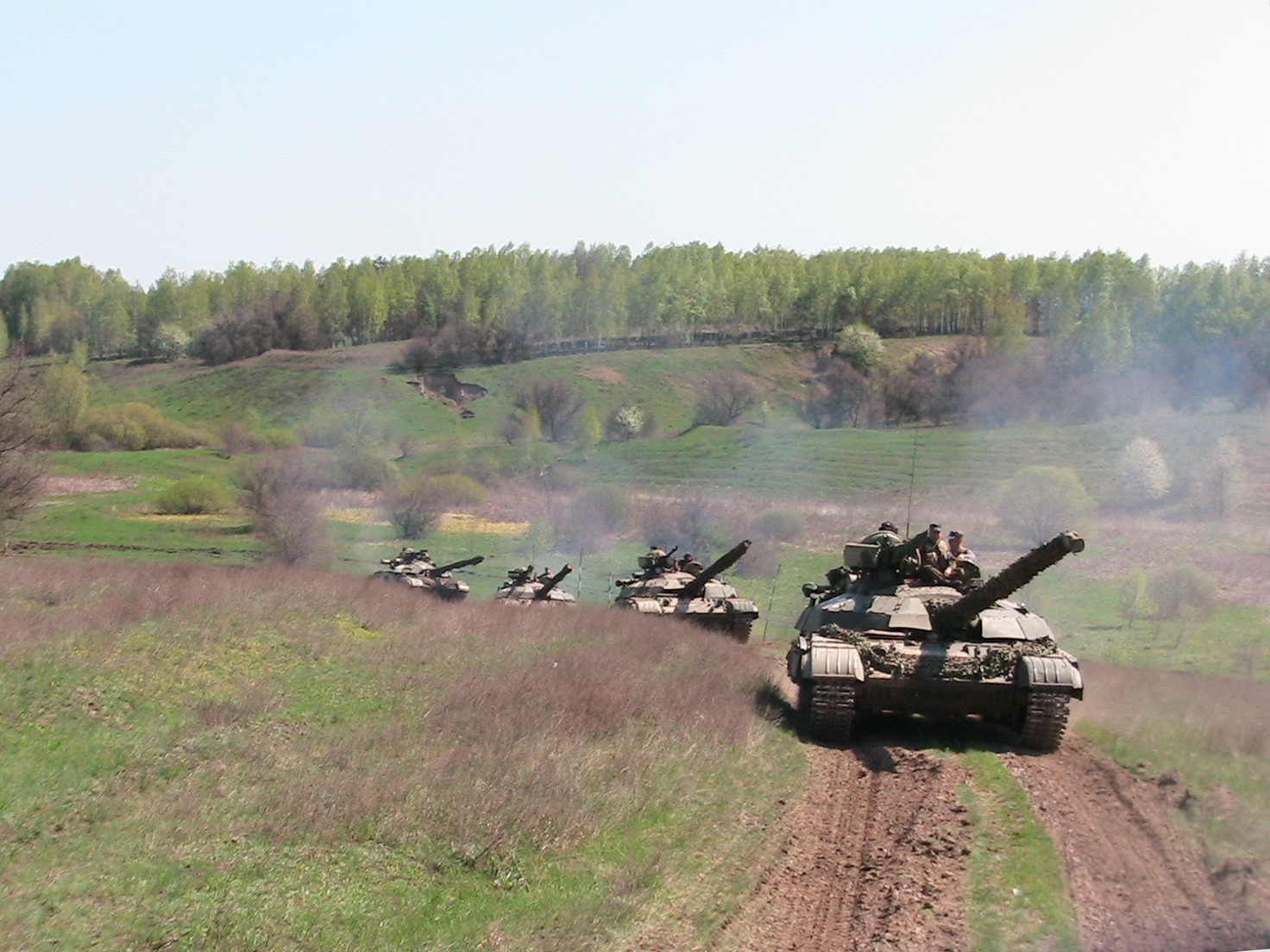
Подразделения 1-й отдельной танковой бригады на марше во время объявления боевой тревоги в апреле 2014 года.

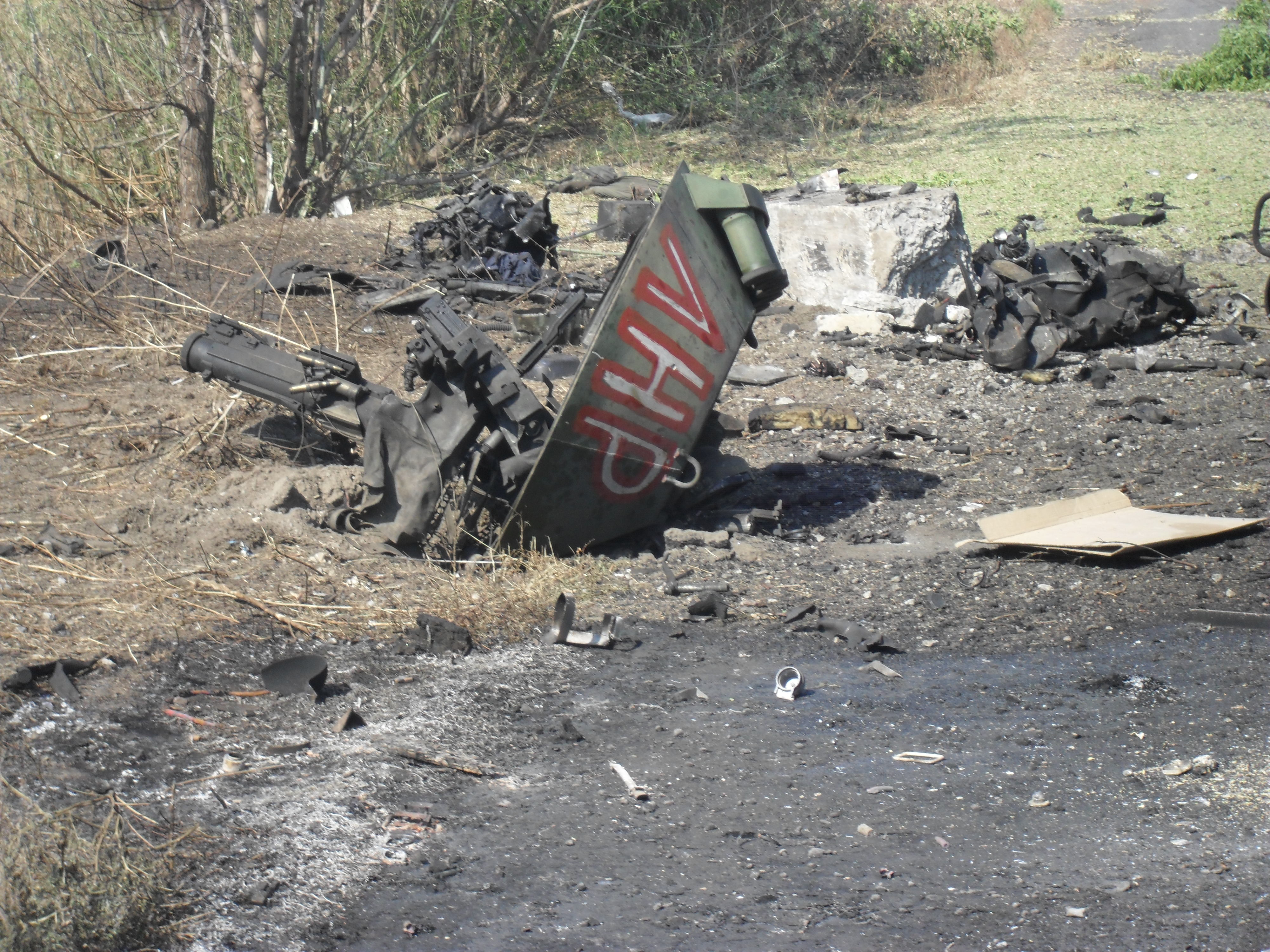
Результаты боя батальонно-тактической группы под командованием Дмитрия Брижинского за Вергунский разъезд: разбита техника оккупационных войск. Август 2014. Фото из личного архива Брижинского

Весной 2014 года Брижинский возглавил ротно-тактическую группу от 1-й отдельной танковой бригады, прикрывшей государственную границу на участке Ямполь-Шостка в Сумской области.
В июне 2014 года возглавил батальонно-тактическую группу 1-й отдельной танковой бригады на базе механизированного батальона и направился в Луганское направление в район населенного пункта Счастье. Подразделения батальона заняли рубеж Бело-Родаково-Шишково-Стукалова Балка-Красный Яр-Вергунка.
Возглавил 93-ю отдельную механизированную бригаду «Холодный Яр» в марте 2019 года. Ранее являлся начальником штаба первым заместителем командира воинской части 58-й отдельной мотопехотной бригады им. гетмана Ивана Выговского.
Под командованием Дмитрия Брижинского бригада воевала на Авдеевском направлении, где бойцов существенно расширили и укрепили уже возведенную систему укреплений, а также в Луганской области - в районе Новотошкивского, Бахмутской трассы и Крымского. За последнюю ротацию, длившуюся более 7 месяцев. 

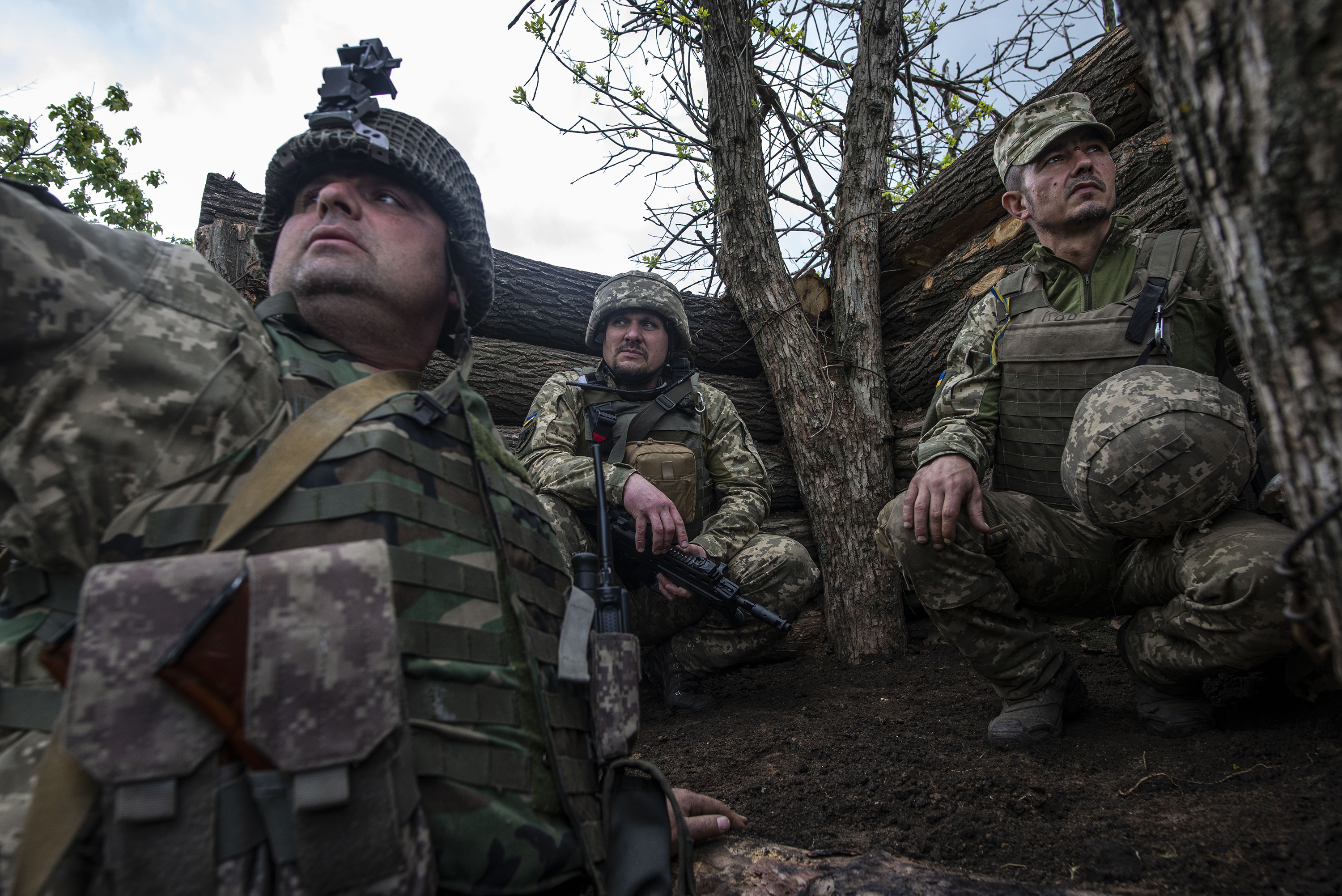
Командир 93 бригады Холодный Яр вместе с комбатом Богданом Дмитруком и командиром взвода Валерием Киндзерским на позициях у Желобка

18 февраля 2020 года бригада отразила штурм оккупантов, применивших танки и тяжелую артиллерию. Бригада удержала свои позиции и нанесла существенные потери противнику.

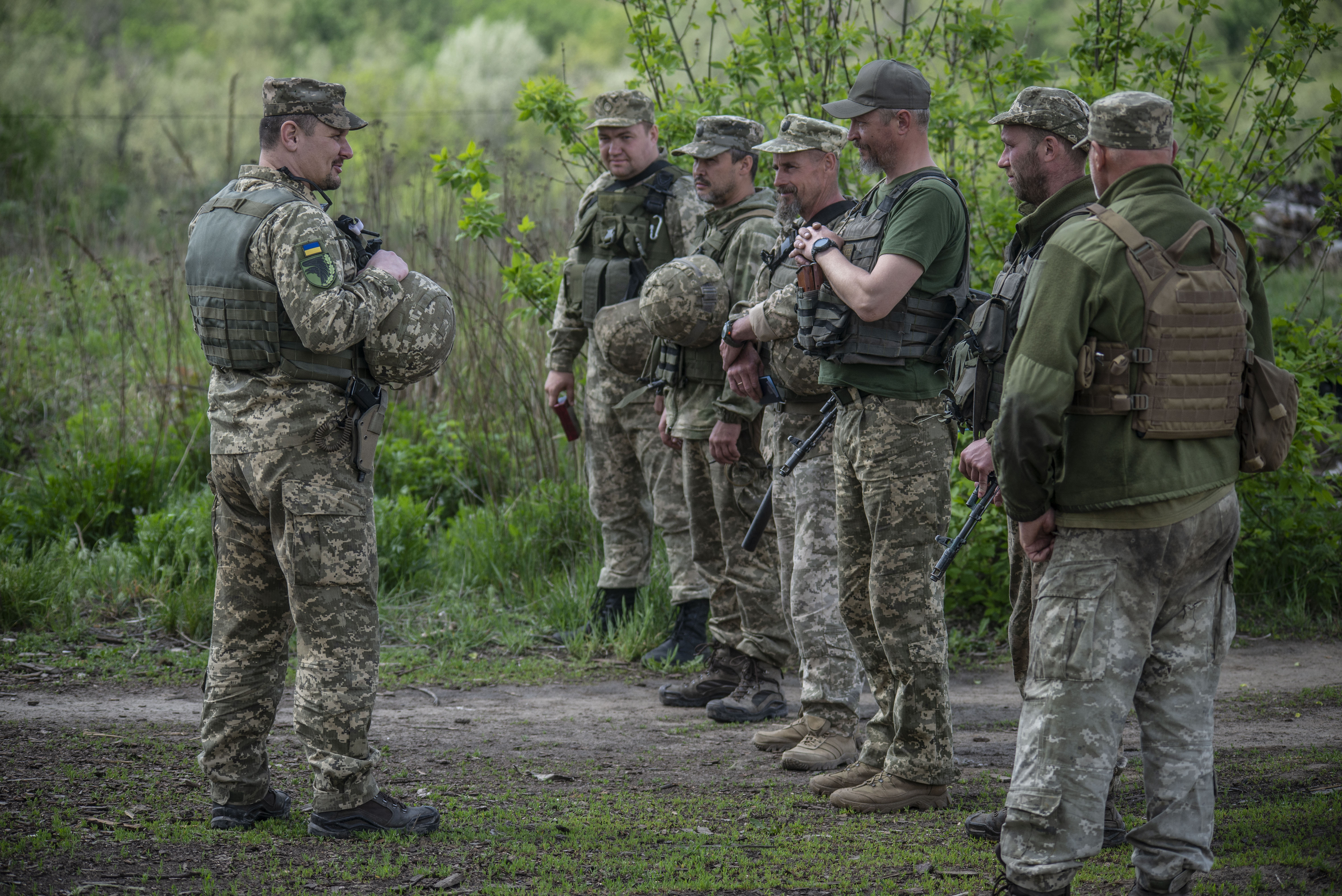
Дмитрий Брижинский поздравляет бойцов с Днем Пехоты. 6 мая 2020 года, Трёхизбенка

Также бригада под руководством Брижинского значительно улучшила свое тактическое положение в Бахмутской трассе, а также в районе Крымского. 

За ротацию, по подсчетам разведки, бойцы 93-й бригады ликвидировали 71 и ранили 130 оккупантов. А также уничтожить или повредили 26 единиц техники. Это и бронетехника, и автомобильная техника, подвозившая боеприпасы или материалы для изготовления инженерных сооружений, – отметил полковник Брижинский, подводя итоги ротации. 

### Первое применение разведывательно-ударного беспилотного комплекса «Байрактар» под руководством Брыжинского
В октябре 2021 года ситуация вокруг села Старомарьевка в буферной зоне между позициями 93-й бригады и позициями пророссийских вооружённых формирований вызвала обострение . Попытка Мирненской поселковой военно-гражданской администрации при поддержке 93-й бригады урегулировать гуманитарную проблему жителей села повлекла за собой массированные артиллерийские обстрелы подконтрольного украинским силам Гранитного. Это повлекло за собой многочисленные разрушения домов гражданских  и гибель военнослужащего 93 бригады Георгия Халикова .
Для подавления огня противника командир 93-й бригады полковник Брижинский пригласил применить разведывательно-ударный беспилотный комплекс "Байрактар". Под руководством комбрига 93-й бригады "Байрактар" провёл разведку позиций противника, обнаружив батарею гаубиц, готовившуюся к ведению огня по украинским позициям. Тогда по приказу Главнокомандующего Вооруженными Силами Украины генерал-лейтенанта Валерия Залужного впервые состоялось боевое применение "Байрактара". Ударом была уничтожена гаубица Д-30 противника. После этого интенсивные обстрелы со стороны незаконных вооруженных формирований прекратились.

## Семья
У Дмитрия Брижинского есть жена Елена и две дочери — Анастасия и Полина.

## Награды
- Орден Богдана Хмельницкого ІІІ степени (Указ Президента от 17 мая 2019 года №270/2019) — за значительные личные заслуги в защите государственного суверенитета и территориальной целостности Украины, гражданское мужество, самоотверженность в отстаивании конституционных принципов демократии, прав и свобод человека, культурно-образовательное развитие государства, активную волонтерскую деятельность.[10]
- Почётный гражданин города Чернигова (21 сентября 2022) — за личное мужество и героизм, проявленные во время исполнения служебного и гражданского долга на благо города Чернигова[1]
- Награда Президента Украины «За участие в антитеррористической операции» (Указ Президента Украины от 17 февраля 2016 г. №53/2016) — за защиту суверенитета и территориальной целостности Украины во время проведения антитеррористической операции в Донецкой и Луганской областях.
- Нагрудный знак «За образцовую службу» (Приказ Министра обороны Украины от 10 октября 2016 года №915) - за образцовое исполнение воинской обязанности, поддержание высокой боевой готовности войск, высокое профессиональное мастерство, проявленное во время учений, боевое дежурство, самоотверженность и устойчивость , обнаруженные при прохождении военной службы.
- Нагрудный знак «Знак уважения» (Приказ Министра обороны Украины от 7 декабря 2017 г. №893) – за значительный личный вклад в дело развития, развития и обеспечения жизнедеятельности Вооруженных Сил Украины, достижения высоких показателей в военной деятельности.
- Нагрудный знак «За военную доблесть» (Приказ Министра обороны Украины от 10 июня 2019 №308) - за мужество и отвагу, проявленные на учениях, маневрах, во время выполнения своих обязанностей при несении службы и боевом дежурстве; за самоотверженность и стойкость, обнаруженные при прохождении военной службы; за личные награды в профессиональной подготовке, поддержании высокой боевой готовности войск, частей, подразделений в течение двух и более лет; за освоение новой боевой техники за короткое время
- Медаль «За добросовестную службу» III степени (Приказ Министра обороны Украины от 10 ноября 2008 № 960).
- Медаль «20 лет добросовестной службы» (Приказ Министра обороны Украины от 29 ноября 2017 года №864).
- Медаль «10 лет Вооруженным Силам Украины» (Приказ Министра обороны Украины 28 ноября 2001 №790).
- Медаль "15 лет Вооруженным Силам Украины" (Приказ Министра обороны Украины от 21 сентября 2006 №603).
- Награда Министерства обороны Украины - автоматический пистолет Стечкина (Приказ Министерства обороны Украины от 29 мая 2020 года №230)
- Награда Командующего Объединенных сил - кинжал (Приказ Командующего объединенных сил от 2 мая 2020 №450).